# Blanca Soto
Blanca Delfina Soto Benavides (née le 5 janvier 1979 à  Monterrey) est un mannequin mexicain, première dauphine du concours de beauté Miss Mexique 1997 où elle représentait l'État de Morelos et une actrice. Elle représenta son pays lors de Miss Monde 1997.

## Biographie
Elle a divorcé de son second mari. Elle a une sœur (Daniella Soto). Et une demi-sœur (Annie-Mélanie Rioux).

## Carrière
Comme mannequin, elle fait la couverture de la revue Vanidades. En même temps elle est élue comme l'une des cinquante femmes les plus belles de la revue Maxim. En 2011 elle est élue parmi les 50 plus belles par la revue People en Español.
Elle prête sa voix à plusieurs dessins animés, tels que Les Rebelles de la forêt en 2006 et Sí, Virginia: Un cuento para creer en la Navidad en 2012. 
Elle est une des présentatrices au Premios Juventud 2011 ainsi qu'au Premios Juventud 2012 aux côtés de William Levy et aux Premios Grammy 2013 avec Lucero et Omar Chaparro.
Elle participe à des films comme Divina confusión en 2008 et Regresa en 2010. 
Elle produit La vida blanca en 2007 (ce qui lui permet de gagner le prix de meilleure actrice et le prix de meilleur court métrage au New-York International Film and Video Festival la même année), I won´t be your mirror en 2012 et Sovereign en 2013.
En 2010 elle est la vedette dans la telenovela Eva Luna aux côtés de Guy Ecker et de Julián Gil  pour Univision. Cette telenovela se termine en 2011. En 2011, elle fait un passage au théâtre dans Les Monologues du vagin (Los monólogos de la vagina). En 2013, elle se joint à l'équipe artistique de Obscuro Total où elle incarne Sofía et où elle partage la vedette avec Fernando Colunga, Aylin Mujica et Ernesto Laguardia. 
En 2012, elle joue dans la telenovela El Talismán pour Univisión avec Rafael Novoa. Cette année-là elle retourne au Mexique pour jouer aux côtés de Fernando Colunga dans Porque el amor manda pour Televisa. Ensuite après avoir joué dans les telenovelas Eva Luna et Porque el amor manda, l'actrice signe un contrat d'exclusivité avec la chaîne de télévision américaine hispanophone Telemundo, pour participer dans deux productions de cette chaîne.

## Filmographie

### Films
- 2007 : La vida Blanca : Blanca Erraruiz (protagoniste) (productrice exécutive du film)
- 2007 : Tampa Jai Alai : Lissette Arriaga
- 2008 : Divina confusión : Afrodita
- 2008 : Hot Babes : Suzi Diablo (policière sado-masochiste)
- 2010 : Regresa : María González

### Telenovelas
- 2010-2011 : Eva Luna (Venevisión) / (Univision) : Eva González (protagoniste)
- 2012 : El Talismán (Venevisión) : Camila Nájera (protagoniste)
- 2012-2013 : Porque el amor manda (Televisa) : Alma Montemayor (protagoniste)
- 2014-2016 : Señora Acero (Telemundo) : Sarita Aguilar  "Señora Acero" (actrice principale)
- 2019 : No te puedes esconder (Telemundo) : Mónica Saldaña (rôle principal)

### Séries et unitaires
- Decisiones